# 156
Cette page concerne l'année 156  du calendrier julien. Pour l'année 156 av. J.-C., voir 156 av. J.-C. Pour le nombre 156, voir 156 (nombre).
L'année 156 est une année bissextile qui commence un mercredi.

## Événements
- Automne : début des raids des Xianbei contre la Chine. Tanshihuai attaque Yunzhong avec trois ou quatre mille cavaliers[1].

- Début de la prédication du phrygien Montan. Le mouvement atteint son apogée en Asie en 172[2]. Il est condamné comme hérésie par l’Église chrétienne.

## Naissances en 156
- Han Lingdi, empereur de Chine.

## Décès en 156
- Zhang Daoling, fondateur du taoïsme religieux (ou 157).